# Накнек (Аляска)
Накнек (англ. Naknek, ц.-юп. Nakniq) — статистически обособленная местность в боро Бристол-Бей, штат Аляска, США.

## География
Накнек вытянулся вдоль северного берега одноимённой реки неподалёку от её впадения в бухту Квичак (часть Бристольского залива). Через реку «зеркально» расположена статистически обособленная местность Саут-Накнек с гораздо более скромным населением. Площадь поселения составляет 219,7 км², из которых 1,8 км² (0,8 %) занимают открытые водные пространства. Посёлок обслуживает одноимённый аэропорт. Основное занятие населения — добыча и консервирование лососёвых.

## История
Впервые деревня юпиков под названием Naugeik была на этом месте обнаружена капитаном Михаилом Васильевым в 1821 году. Русские упростили это произношение до Накнек. Ими у деревни был выстроен форт Суворов, который до Продажи Аляски (1867 год) населяли добытчики и торговцы пушниной.
С 1890 года в регионе началось массовое строительство рыбоконсервных заводов, и вскоре они появились и в Накнеке. Рыба, добытая в окрестностях деревни, отправлялась в Кинг-Салмон, а оттуда по всем США. В 1907 году в Накнеке открылось первое почтовое отделение.
В течение своей истории Накнек также имел названия Naugvik, Kinghiak, Либбивилл, Pawik и Суворов (с написанием Suvarov, Suwarof, и Suworof).

## Демография
В 2000 году в Накнеке проживало 678 человек (247 домохозяйств, 162 семьи).
Расовый состав (2010)
- белые — 49,47 %
- эскимосы — 45,28 %
- негры и афроамериканцы — 2 %
- уроженцы тихоокеанских островов и Гавайев — 0,74 %
- азиаты — 0,15 %
- смешанные расы — 2,36 %
- латиноамериканцы (любой расы) — 0,29 %

В 44,5 % домохозяйств имелись несовершеннолетние, 53 % домохозяйств представляли собой семью, состоящую в браке и ведущую совместное хозяйство, 6,5 % домохозяйств представляли собой женщину — главу семьи без мужа, 34,4 % домохозяйств не являлись семьёй. Среднее количество членов в семье было 3,44 человека.
35 % населения были несовершеннолетними, 4,6 % — в возрасте от 18 до 24 лет, 34,8 % — от 25 до 44 лет, 21,8 % — от 45 до 64 лет и 3,8 % населения были пенсионерами. Средний возраст жителя был 34 года. На каждые 100 женщин приходилось 116,6 мужчин, при этом на 100 совершеннолетних женщин приходилось 121,6 совершеннолетних мужчины. Средний доход — 53 393 доллара в год на домохозяйство и 65 000 долларов на семью, доход на душу населения составил 21 182 доллара в год. 3,1 % семей и 3,7 % населения находились за чертой бедности, из них 2,9 % были несовершеннолетними.
По переписи 2010 года в Накнеке проживало 544 человека, что на 19,8 % меньше, чем за 10 лет до этого. Происхождение предков: немцы — 11 %, норвежцы — 8,9 %, ирландцы — 8,1 %, англичане — 7,7 %, итальянцы — 5,3 %, голландцы — 5 %.
Ежегодно с мая по середину августа население городка возрастает до 7000 человек: сезонные рабочие, рыболовы из более мелких поселений, туристы стекаются сюда, чтобы принять участие в ловле лосося.